# Пуголовка Берга
Пуголовка Берга (лат. Benthophilus leobergius) — вид лучепёрых рыб из семейства  бычковых. Эндемик Каспийского моря, морской вид, распространён у южного и юго-восточного побережья.

## Таксономия
Видовое название — в честь русского советского зоолога-ихтиолога Льва Семёновича Берга (1876—1950). В первоначальном описании название приведено со ссылкой на «Б. С. Ильин, 1949».

## Описание
Длина тела до 14,3 см. Тело спереди уплощённое. Голова крупная широкая. Чешуя заменена покровными костными образованиями. Жаберная щель маленькая. Плавательный пузырь отсутствует. Грудные плавники без свободных лучей. Имеются мелкие гранулки на верхней поверхности глаза. Между глазами обычно два бугорка. Верхняя челюсть выдаётся над нижней челюстью. Предхвостовых позвонков 10–11.

## Ареал и местообитание
Эндемик Каспийского моря. Морской вид, широко распространённый, но немногочисленный вид. На юго-востоке встречается у острова Огурчинский, в Горганском заливе; на южном и юго-западном иранском побережье, в Сефид-Руде и севернее в Азербайджане. Нерестится и нагуливается на мелководье (0,5–10 м), зимой мигрирует в глубокие воды 20–25 м и даже до 64 м. Предпочитает солёность до 13‰, но известен и в дельте Волги. 